# Степашка
Степа́шка — персонаж телевизионной передачи для детей «С Добрым утром, малыши!» и «Спокойной ночи, малыши!», зайчонок. Впервые появился в 1970 году, был самым любимым героем Леонида Брежнева. Как и другие герои передачи (кроме Хрюши), Степашка представляет образ доброго послушного ребёнка, не склонного к шалостям, к которым часто его пытается подталкивать Хрюша. Самый умный из героев программы. Кукла, изображающая Степашку, управляется одной рукой, в отличие, например, от Буквоежки.
Роль Степашки в течение нескольких десятков лет озвучивает Народная артистка России Наталья Голубенцева, периодически — Елена Ломтева.
Развитие образа Степашки было выполнено в передаче «Тушите свет» в виде уже взрослого зайца Степана Капусты, продолжающего дружить с уже выросшим Хрюшей и обсуждающего, по обыкновению, политические новости.
В 2008 году компанией 1С была выпущена игра «Приключения Степашки».